# Le Mystérieux Voyage de Marie-Rose
 (août 2019).
Albums de Chantal Goya
La Planète merveilleuse
(1982, 1983, 2014) L'étrange histoire du château hanté
(1989, 2010 - 2011)
Le Mystérieux Voyage de Marie-Rose est une comédie musicale de Jean-Jacques Debout, créée le 27 octobre 1984 au Palais des Congrès de Paris jusqu'au 21 décembre 1986. Il est repris les 12 et 13 janvier 2008 dans la même salle.

## Argument
Un groupe d'enfants organise un jeu de piste en forêt. À la tombée de la nuit le petit Mathieu manque à l'appel. C'est alors qu'apparaît en haut d'un vieux chêne une jeune fille, Marie-Rose. Celle-ci promet aux enfants de les aider à retrouver leur ami Mathieu.
Marie-Rose et les enfants devront alors affronter les quatre éléments qui composent le monde : la terre, l'eau, le feu et l'air…

## Genèse
"Mes chers amis,
Voilà le Troisième Spectacle que j'ai imaginé pour vous au Palais des Congrès de Paris. Après "Le Soulier qui vole" et "La Planète merveilleuse", voilà le moment venu de partir pour "Le Mystérieux Voyage de Marie-Rose". Cette histoire, je l'ai vécue lorsque j'avais 8 ans et que je me trouvais en pension au Collège de Juilly; Nous aurions bien aimé, mes camarades et moi, que cela se termine comme dans "Le mystérieux voyage de Marie-Rose". Mais je suis certain que notre Ami Mathieu a dû nous voir et qu'il sait que nous l'avons cherché jusqu'au bout de nos forces.
Lorsque la réalité se traduit à travers le spectacle comme une réponse à nos désirs, la vie peut se trouver embellie pour le temps d'un voyage, ou le départ de quelqu'un que l'on voudrait retenir et ressemble étrangement au mystère de notre vie; Pour moi Chantal GOYA a le pouvoir de ramener les adultes au monde de l'enfance par les chemins du rêve. Mathieu est parti un jour pour faire ce voyage, mais de l'autre côté de notre cœur, il nous attend pour nous raconter." Votre ami Jean-Jacques DEBOUT, octobre 1984.

## Fiche technique
- Jean-Jacques Debout : Livret, dialogue, mise en scène et musique
- Jean-Daniel Mercier : Arrangements et direction musicale
- Arthur Plasschaert : Chorégraphies
- Pierre Simonini : Décors
- Roger Ragoy : Conception et réalisation des lumières
- Raymond Urman : Ingénieur du son

## Distribution
- Chantal Goya : Marie-Rose
- Jean Topart : Monsieur le Dragon Bleu
- Les Petits chanteurs d'Aix-en-Provence
- Michel Elias : Monsieur le Chêne, Jeannot Lapin.

## Titres de la première version (1984)

### Première Partie
1. Ouverture
2. Quand on s'est perdu
3. Jeannot Lapin
4. Ballet des noisettes
5. Monsieur le chêne
6. Pandi-Panda
7. Marie-Chiffon
8. Bécassine
9. Snoopy
10. Loup-Loup
11. Voilà les rats
12. Mecki le Hérisson
13. Papa Mille-Pattes
14. Hippocampes, hippocampes
15. Oh ! Monsieur le Dragon Bleu

### Deuxième Partie
1. Ouverture
2. La Chanson de Mathieu
3. Poisson d'Avril
4. Ma Sirène
5. Ballet Pinocchio
6. Mon Pinocchio
7. Polichinelle
8. Ballet Polichinelle
9. Le Mystérieux Voyage
10. La Chanson de Mathieu
11. Le Mystérieux Voyage
12. Quand on s'est perdu
13. Salut Final/Medley
14. Nous irons dès demain
15. Adieu les jolis foulards

## La Tournée
| Date                                | Pays     | Ville            |
| ----------------------------------- | -------- | ---------------- |
| Du 09 au 17 novembre 1985           | Belgique | Bruxelles        |
| Du 23 novembre au 1er décembre 1985 | France   | Lille            |
| Du 07 au 8 décembre 1985            | France   | Grenoble         |
| Du 14 au 22 décembre 1985           | France   | Lyon             |
| Du 27 décembre au 5 janvier 1986    | France   | Marseille        |
| Du 11 au 12 janvier 1986            | France   | Clermont-Ferrand |
| Du 18 au 19 janvier 1986            | France   | Nantes           |
| Du 25 janvier au 2 février 1986     | France   | Toulouse         |
| Du 08 au 9 février 1986             | France   | Bordeaux         |

## Titres de la deuxième version (2006)
1. Ouverture
2. Quand on s'est perdu
3. Jeannot Lapin
4. Ballet des noisettes
5. Monsieur le chêne
6. Pandi-Panda
7. Snoopy
8. Marie-Chiffon
9. Babar Babar
10. Bécassine
11. Loup-Loup
12. Voilà les rats
13. Mecki le Hérisson
14. Papa Mille-Pattes
15. Hippocampes, hippocampes
16. Oh ! Monsieur le Dragon Bleu

### Deuxième Partie
1. Ouverture
2. La Chanson de Mathieu
3. Poisson d'Avril
4. Ma Sirène
5. Ballet Pinocchio
6. Mon Pinocchio
7. Polichinelle
8. Ballet des tambourins vénitiens
9. Le Mystérieux Voyage
10. La Chanson de Mathieu
11. Le Mystérieux Voyage
12. Quand on s'est perdu
13. Nous irons dès demain

## Autour du spectacle
- Le spectacle a été remonté en 2008.
- La version 1984 a été diffusé à la télévision en 1986 sur TF1 et en 2008 sur M6.

## Supports
Le spectacle a été commercialisé sous plusieurs formes audio et video :

### Audio
Le Mystérieux Voyage de Marie-Rose, quatrième album live de Chantal Goya, a été édité en 1985 par RCA en format double vinyle 33 tours (incluant un livret de 12 pages) et en cassette audio longue durée. L'album live a été réédité en 1988 par EMI sous la forme d'un double vinyle 33 tours, d'une cassette audio longue durée et d'un double CD.

### Vidéo
En VHS :
- Le Mystérieux Voyage de Marie-Rose a été édité en VHS a deux reprises : en 1991 par Sony Music Vidéo et en 1995 par René Château Vidéo.

En DVD :
- Une première fois en 2004 par Universal. Le dvd était couplé avec un album best of de la chanteuse.
- Chantal Goya Ses 3 plus beaux spectacles : Coffret 3 dvd incluant Le Mystérieux Voyage de Marie-Rose édité par Sony BMG Music Entertainement / Productions Sterne. Le coffret a été commercialisé le 17 novembre 2008.
- Le Mystérieux Voyage de Marie-Rose : DVD simple édité par Sony BMG Music Entertainement / Productions Sterne. Le dvd a été commercialisé le 30 mars 2009.
- Coffret Collector 3 DVD : Coffret incluant 3 dvd dont le spectacle Le Mystérieux Voyage de Marie-Rose édité par Sony BMG Music Entertainement / Productions Sterne. Le coffret a été commercialisé le 26 octobre 2009.

### Livre
- Un album illustré racontant l'histoire du spectacle est sorti aux éditions Fernand Nathan en 1984.